# کلتان (روستا)
کلتان یک روستا در ایران است که در استان زنجان واقع شده‌است. کلتان  
۱۴۳ نفر جمعیت دارد.
روستای کلتان قدمت بالایی دارد و محصولات کشاورزی این منطقه طارم از کیفیت بالایی برخوردار است از جمله گوجه فرنگی این منطقه بهترین محصول کشت شده می‌باشد 
معمولا اکثر مردم کشاورز و دامدار هستند